# Приштинський університет (1999)
Приштинський університет (алб. Universiteti I Prishtinës) — державний заклад вищої освіти, що знаходиться в Приштині, Косово. Кількість студентів — 41 833 (станом на 2009–2010).

## Факультети
- Факультет філософії
- Факультет математики і природничих наук
- Філологічний факультет
- Юридичний факультет
- Факультет економіки
- Факультет будівництва та архітектури
- Факультет електротехніки та обчислювальної техніки
- Механіко-машинобудівний факультет
- Медичний факультет
- Відділення гуманітарних і математичних наук
- Факультет сільського господарства та ветеринарії
- Факультет наук про Землю і технології
- Факультет спортивних наук
- Педагогічний факультет
- Факультет прикладних наук і бізнесу, Печ
- Факультет прикладних наук і техніки, Косовська Митровиця
- Факультет прикладних наук і техніки, Урошевац